# 居杭

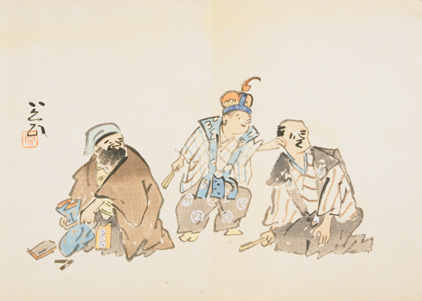
伊勢門水『狂言画』。居杭（井杭）は子役が演じている。

『居杭』（いぐい、井杭）は、狂言の演目の一つである。「小名狂言」、あるいは「雑狂言」（大蔵流では「集狂言」）に分類される。題名は主人公の名と同一であるが表記が流派によって異なり、大蔵流では『居杭』、和泉流では『井杭』である。居杭（井杭）という人物が、清水寺の観音様に「隠れ頭巾」を授かり、姿を消して周囲の人々を翻弄する話である。
1593年（文禄2年）に、戦国武将である豊臣秀吉、前田利家、徳川家康が演じた狂言『耳引』（みみひき）であると推定されている。

## 略歴・概要
なにかと頭を叩かれる人物・居杭（井杭）が題名にもなった主人公であるが、このネーミングは諺「出る杭は打たれる」から来たと推測されている。居杭（井杭）が授かる「隠れ頭巾」は、被ると透明人間になる設定である。「隠れ頭巾」を授ける千手観音を本尊とする清水寺は、謡曲『田村』『熊野』『花月』にも歌われている霊場である。
現在、居杭（井杭）を子役が演じる少年設定が多いが、中には成人設定の場合もある。もともとは成人設定で、「鬼山伏狂言」に分類されていたものであり、現在の上演とは趣が異なる。居杭（井杭）が成人設定だった時代には、亭主（何某）に寄生して生活する人物として描かれていたという。市井の占い師である「算置」が登場する本作は、狂言の演目のなかでも珍しいものとされる。本作における「算置」は、亭主（何某）とともにからかわれ、笑われる存在であるが、本作の主眼は「算置」の存在をあざ笑うことではなく、陰陽道や算術・算道といった呪術世界である、という評価がある。
作者、成立年代はともに不詳である。大蔵流は玄恵（生年不詳 - 1350年）の作と伝えるが、傍証は存在しない。記録に残る本作のもっとも古いものは、1464年（寛正5年）に成立した『糺河原勧進猿楽日記』に記載されている『カクレミノ』という作品で、これは本作の古名であると推測されている。
『文禄二年禁中能番組』によれば、グレゴリオ暦1593年11月27日にあたる文禄2年旧暦10月5日から3日間、後陽成天皇を前に豊臣秀吉が開催した「禁中御能」で、秀吉は自ら居杭を演じ、算置に前田利家、有徳人（主人、現在の亭主あるいは何某にあたる役）に徳川家康をキャスティングして、『耳引』という狂言を上演している。この『耳引』は、現在の『居杭』であるとみなされている。
1576年（天正6年）の現存する最古のテキストである『天正狂言本』、いわゆる「天正本」や、1642年（寛永19年）に書写された大蔵虎明能狂言集、いわゆる「虎明本」では、場面が二段構成であった。
須田国太郎は、二世茂山千作（1864年 - 1950年）が1946年（昭和21年）2月17日、京都の金剛能楽堂で行った『居杭』をデッサンし、描き残している。同上演では、居杭は成人設定であった。『狂言 - 鑑賞のために』（1974年）には、井杭を子役だった当時の野村耕介（のちの五世野村万之丞）、亭主を四世野村万之丞（現在の七世野村万蔵）、算置を六世野村万蔵が演じた和泉流『井杭』の白黒写真が掲載されている。

## 登場人物
シテ、アド、小アドの割当は公演の都度、流動的である。大蔵流でも「亭主」を「何某」（なにがし）とする公演もある。
- シテ : 居杭（大蔵流）[5] / 井杭（和泉流）[9]
- アド : 亭主（大蔵流）[5] / 何某（和泉流）
- 小アド : 算置

## あらすじ
かわいがるあまりとはいえ、なにかと頭を叩く癖がある亭主（何某）。その家に出入りする居杭（井杭）は、それが嫌で嫌で、清水寺に願をかけてみると、千手観音から不思議な力をもつ「隠れ頭巾」を授かる。頭巾を被ると姿が視えなくなる。亭主（何某）は突然いなくなった居杭（井杭）を探し回るが見つからず、通りがかりの算置に居杭（井杭）の居場所を占ってもらう。算置はなかなかの腕前でさまざまなことを言い当てるが、居杭（井杭）をみつけることはできない。透明人間になった居杭（井杭）は、算木を隠したり、耳を引っ張ったり叩いたりと、亭主（何某）と算置にさまざまないたずらを仕掛ける。互いに相手がやってとぼけていると思い込んだ亭主（何某）と算置が、ついにつかみ合うまでの大喧嘩になってしまう。最終的には居杭（井杭）が姿を現し、追い込まれる（あるいは逃げ出していく）。

## テアトログラフィ
おもな公演記録である。
- 1593年11月27日（文禄2年旧暦10月5日） - 居杭豊臣秀吉、算置前田利家、有徳人徳川家康
- 1946年（昭和21年）2月17日 - 二世茂山千作（他の詳細不明、大蔵流）[17]
- 1970年（昭和45年）前後 - 井杭野村耕介、算置六世野村万蔵、亭主四世野村万之丞（和泉流）[9]
- 1984年（昭和59年）7月27日 - 井杭野村信行、算置十二世野村又三郎、何某野村万之介（和泉流）
- 1985年（昭和60年）7月26日 - 井杭能村晶人、算置四世野村万之丞、何某二世野村万作（和泉流）
- 1988年（昭和63年）5月14日 - 居杭茂山逸平、算置十二世茂山千五郎、何某茂山真吾（大蔵流）
- 1991年（平成3年）7月26日 - 井杭三宅右矩、算置三宅右近、何某二世野村万作（和泉流）
- 1994年（平成6年）5月5日 - 井杭石田淡朗、算置石田幸雄、何某二世野村万作（和泉流）
- 2001年（平成13年）2月7日 - 居杭善竹十郎、算置大藏吉次郎、何某二世善竹忠一郎（大蔵流）
- 2002年（平成14年）9月29日 - 居杭四世茂山千作、算置十三世茂山千五郎、何某茂山正邦（大蔵流）
- 2004年（平成16年）8月13日・14日 - 居杭山本凜太郎、算置山本則直、亭主四世山本東次郎（大蔵流）
- 2006年（平成18年）8月2日 - 井杭野村裕基、算置二世野村萬斎、何某二世野村万作（和泉流）
- 2007年（平成19年）10月25日 - 居杭四世茂山千作、算置十三世茂山千五郎、何某二世茂山七五三（大蔵流）
- 2007年（平成19年）10月26日 - 居杭二世茂山千之丞、算置二世茂山七五三、何某十三世茂山千五郎（大蔵流）
- 2008年（平成20年）5月10日 - 井杭野村信朗、算置四世野村小三郎、何某奥津健太郎（和泉流）